# Habitatge al carrer Sant Antoni, 1 (Mataró)
L'Habitatge al carrer Sant Antoni, 1 és una obra de Mataró (Maresme) protegida com a bé cultural d'interès local.

## Descripció
És un edifici en cantonada de planta baixa i dues plantes pis. Destaca l'encertada composició de l'edifici amb solució de continuïtat entre els dos carrers. Per això utilitza el balcó del primer pis, la cornisa i un esgrafiat que com si fos una columna reforça la corba de la cantonada. A les plantes superiors es manté encara l'esgrafiat compost i el joc de relleus de les obertures. Aquest edifici havia estat anteriorment la delegació de correus.